# Ciak d'oro 1993
8ª edizione dei Ciak d'oro tenutasi nel 1993. La pellicola cinematografica che ottiene il maggior numero di premi è Il ladro di bambini di Gianni Amelio con cinque riconoscimenti.

## Vincitori e candidati
I vincitori sono indicati in grassetto, a seguire gli altri candidati.

### Miglior film
- Il ladro di bambini di Gianni Amelio

### Miglior regista
- Gianni Amelio - Il ladro di bambini

### Migliore attore protagonista
- Sergio Castellitto - Il grande cocomero

### Migliore attrice protagonista
- Margherita Buy - Cominciò tutto per caso

### Migliore attore non protagonista
- Claudio Amendola - Un'altra vita
  - Luis Molteni - Nero
  - Renato Carpentieri - Puerto Escondido
  - Renato Scarpa - Stefano Quantestorie
  - Tony Sperandeo - Nel continente nero

### Migliore attrice non protagonista
- Laura Betti - Il grande cocomero
  - Anna Bonaiuto - Morte di un matematico napoletano e Fratelli e sorelle
  - Anna Galiena - Il grande cocomero
  - Caterina Sylos Labini - Stefano Quantestorie
  - Milena Vukotic - Stefano Quantestorie

### Migliore opera prima
- Mario Martone - Morte di un matematico napoletano

### Migliore sceneggiatura
- Gianni Amelio, Stefano Rulli, Sandro Petraglia - Il ladro di bambini
  - Francesca Archibugi - Il grande cocomero
  - Mario Martone, Fabrizia Ramondino - Morte di un matematico napoletano
  - Maurizio Nichetti, Laura Fischetto - Stefano Quantestorie
  - Carlo Mazzacurati, Franco Bernini - Un'altra vita

### Migliore fotografia
- Luca Bigazzi - Morte di un matematico napoletano
  - Aldo Di Marcantonio - Confortorio
  - Tonino Nardi, Renato Tafuri - Il ladro di bambini
  - Maurizio Calvesi - La discesa di Aclà a Floristella
  - Luca Bigazzi - Nero
  - Alessandro Pesci - Un'altra vita

### Migliore sonoro
- Alessandro Zanon - Il ladro di bambini
  - Giuseppe Muratori - Diario di un vizio
  - Marco Tidu - Manila Paloma Blanca
  - Alessandro Zanon - Nessuno
  - Amedeo Casati - Puerto Escondido
  - Franco Borni - Un'altra vita

### Migliore scenografia
- Paolo Barbi - Confortorio
  - Massimo Spano - Gangsters
  - Carlo Simi - La valle di pietra
  - Giancarlo Muselli - Morte di un matematico napoletano
  - Mauro Radaelli - Nero

### Migliore montaggio
- Rita Rossi - Stefano Quantestorie
  - Ruggero Mastroianni - Diario di un vizio
  - Jacopo Quadri - Morte di un matematico napoletano
  - Mauro Bonanni - Nero
  - Nino Baragli - Puerto Escondido

### Migliore costumi
- Simonetta Leoncini - La valle di pietra
  - Marta Scarlatti - Confortorio
  - Enrica Biscossi - Gangsters
  - Metella Raboni - Morte di un matematico napoletano e Nessuno
  - Paola Artioli - Nero

### Migliore colonna sonora
- Franco Piersanti - Il ladro di bambini
  - Carlo Siliotto - La corsa dell'innocente
  - Mau Mau - Nero
  - Mauro Pagani, Federico De Robertis - Puerto Escondido
  - Feiez, Rocco Tanica - Stefano Quantestorie

### Miglior manifesto
- Stefano Quantestorie

### Migliore film straniero
- La moglie del soldato di Neil Jordan